# 石霜寺

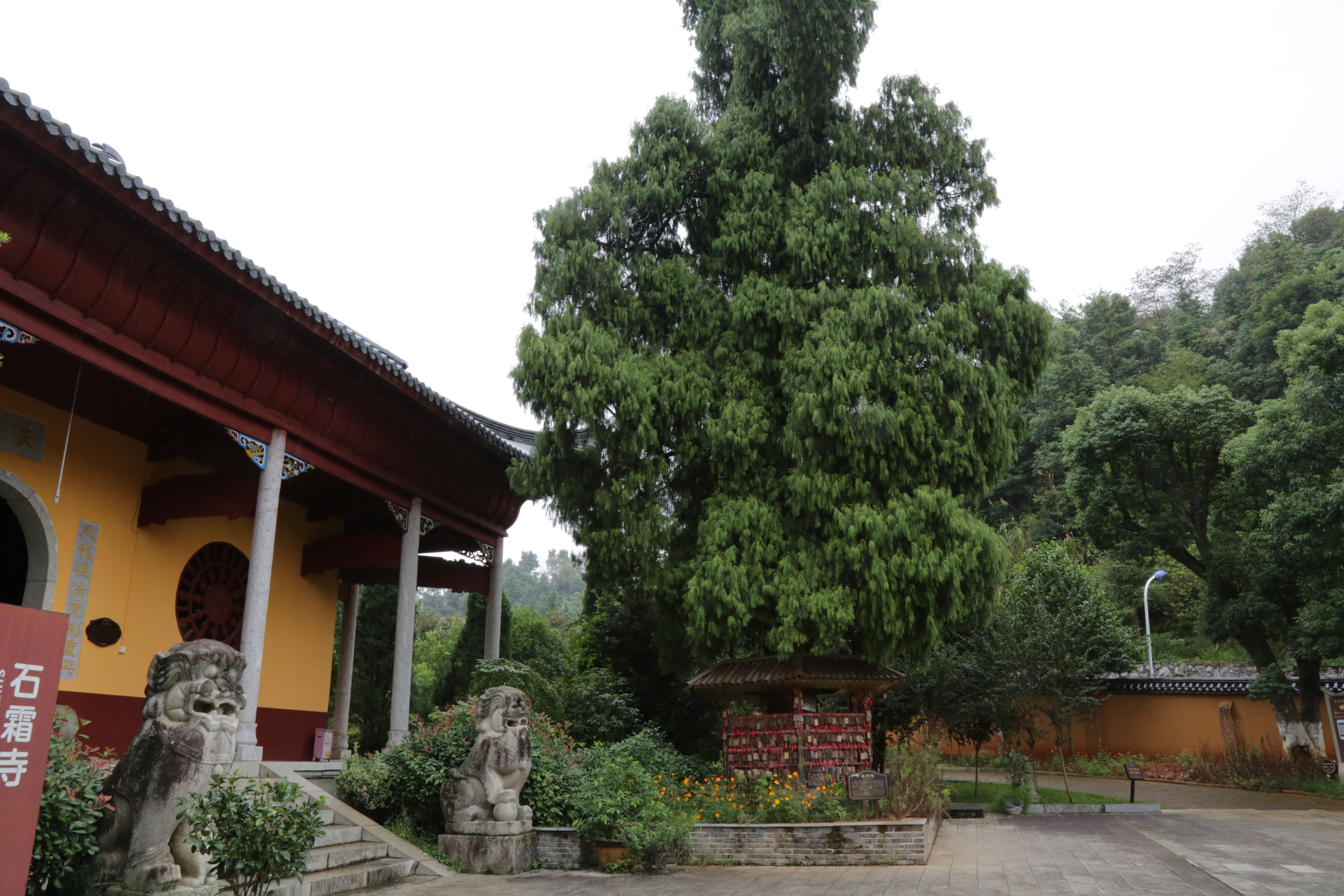
石霜寺的千年柏树，唐朝裴休栽种。

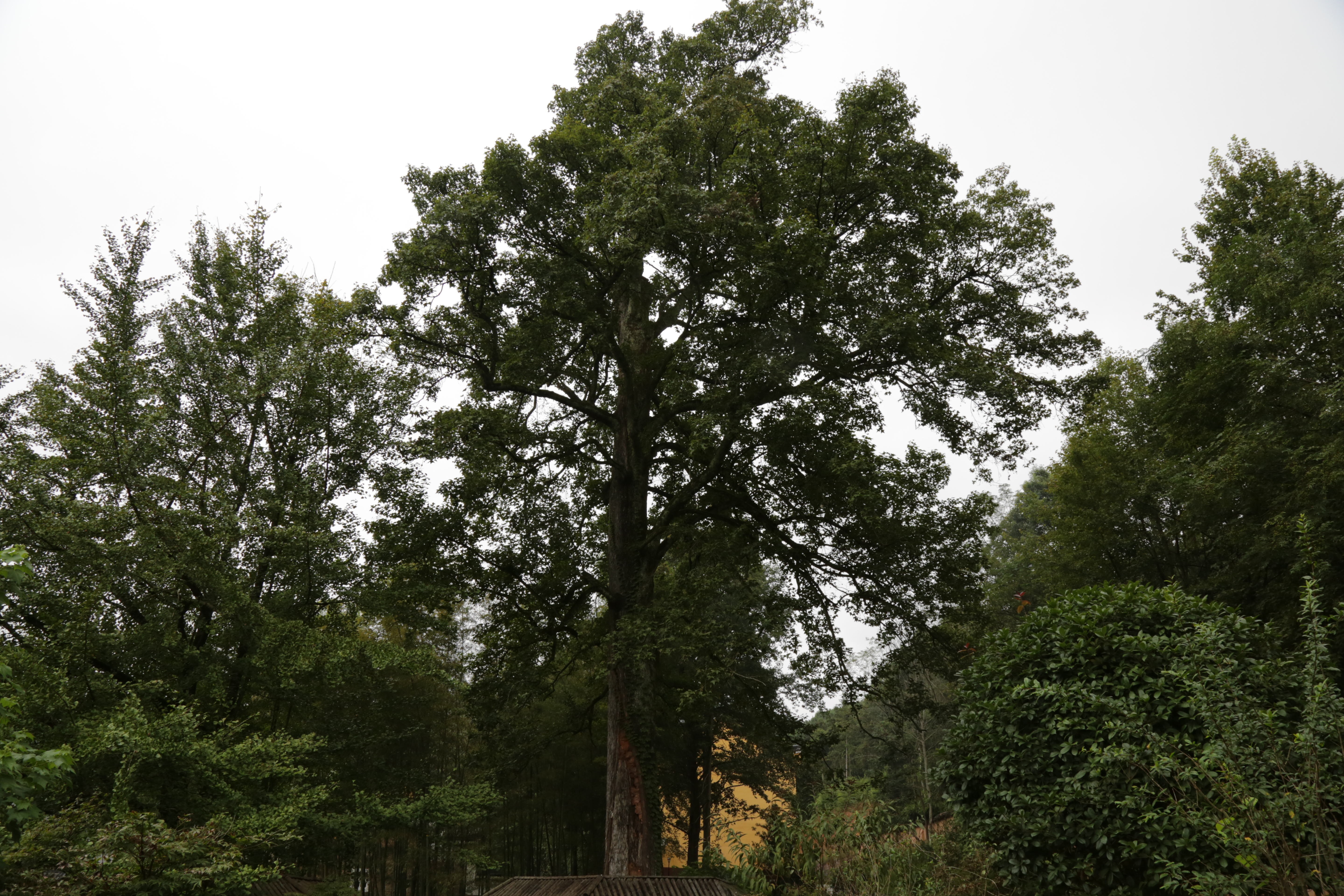
石霜寺的千年枫树。

石霜寺坐落在中国湖南省浏阳市金刚镇霜华山，是一座汉传佛教禅宗临济宗寺院。古代时，石霜寺、道吾寺、宝盖寺、大光寺四座寺院并称浏阳佛教“四大祖庭”。

## 词源学
石霜寺所在地叫“石庄”，所在山名“霜华”，山下溪水水流激荡，拍打石头后雾气如霜，故寺名曰“石霜”。

## 沿革

### 古代
唐朝乾符年间（874年–888年），石霜寺建立，唐僖宗赐田地300石，赐额“崇胜禅林”，宰相裴休监建，当时的主持是释庆诸。唐僖宗的三儿子李震，法名普闻，在石霜寺出家，法号“龙湖”。寺院鼎盛时，石霜寺管辖佛寺48所，房屋5048间，僧人800余，寺院有内八景和外八景。
宋朝时，石霜楚圆在寺院主持事务，他培养了两位弟子：杨岐方会和黄龙慧南，杨岐方会是临济宗杨岐派的建立者，黄龙慧南是临济宗黄龙派的建立者。日本明庵荣西和泉涌俊艿来石霜寺学法，回国建立了临济宗和中严宗。
元朝和明朝，石霜寺衰落无闻。
清朝雍正十三年（1735年），僧人重修大佛殿。乾隆五十九年（1794年），僧人重修山门、两廊。光绪五年（1879年）重修大悲阁。
中华民国时，石霜寺还有香火田112亩。1923年，又对大雄殿进行了一次重修。

### 近代
1978年，文化大革命结束后，浏阳市人民政府主持修葺了山门、天王殿、大雄宝殿、观音殿、玉佛殿、藏经楼、祖师殿、伽蓝殿、关圣殿等大殿。1991年，台湾释唯一捐资新建山门。1993年，斋堂、禅堂增建。2014年，石霜寺列入AAA级景区。同年，被浏阳市旅游局评选为“浏阳新八景”之一。

## 建筑
石霜寺坐北朝南，四座山峰浏翠峰（前）、凤翔峰（后）、狮子峰（左）、象王峰（右）包围，现存山门、天王殿、钟楼、鼓楼、大雄宝殿、观音殿、玉佛殿、祖师殿、戒堂、方丈室、放生池、石霜楚圆墓、飞来塔、万佛塔等。石霜寺现有古松柏、古银杏数棵，树龄一千多年；僧人墓塔10座；碑刻20块；匾额10余块。

## 历代高僧
- 释庆诸（唐朝）
- 释大善（唐朝）
- 百丈怀海（唐朝）
- 晖禅师（唐朝）
- 石霜楚圆（宋朝）
- 杨岐方会（宋朝）
- 黄龙慧南（宋朝）
- 释莲尊（明朝）
- 释定宗（民国）
- 释法龙（民国）

## 文学

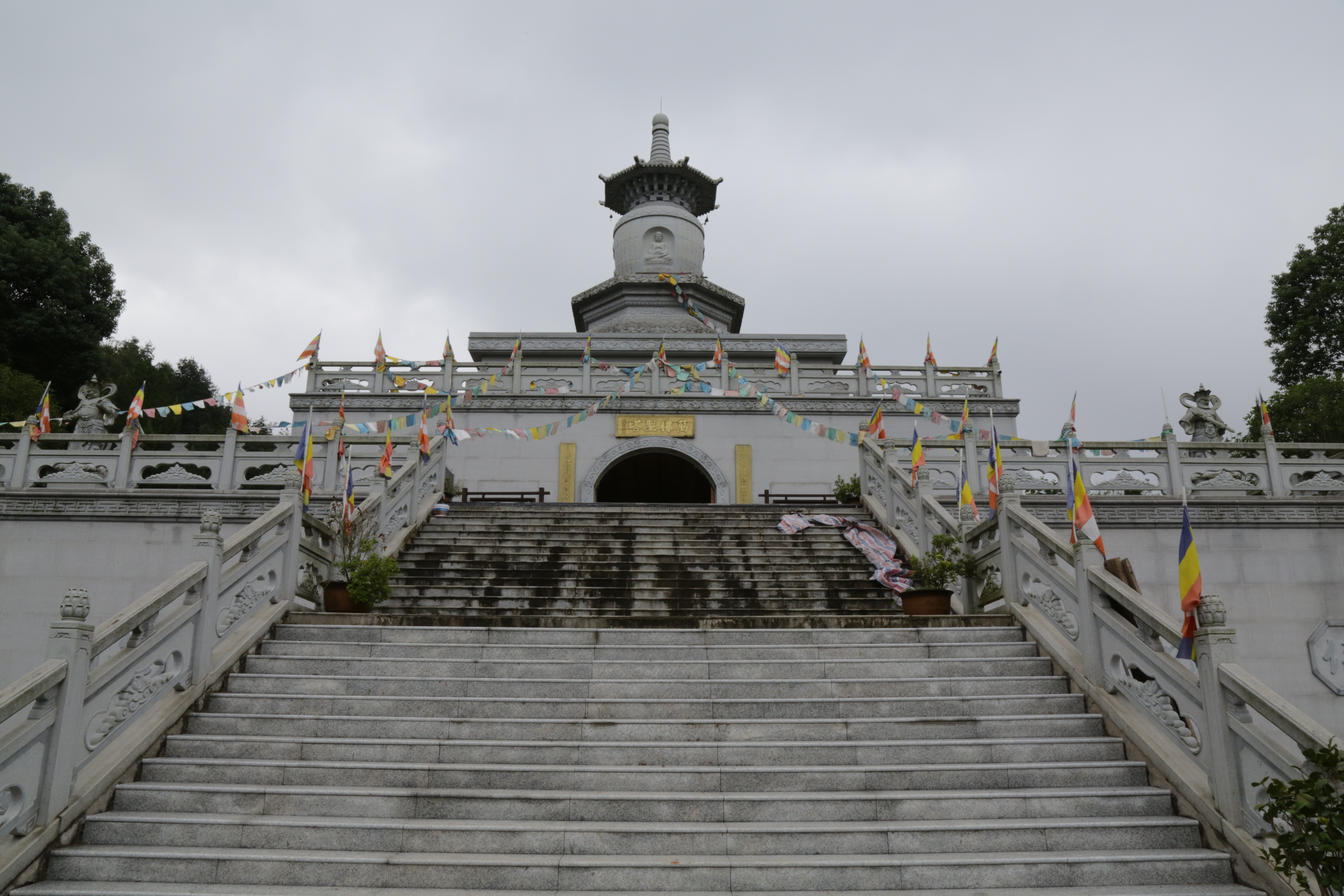
万佛塔。

宋朝诗人毕田《石霜寺》：
|  | 石上泉华喷猛霜，境奇因此辟禅房。 使君环笏留何用，枯木千余满一堂。 |

清朝文人徐旭旦《石霜寺》：
|  | 春深玉殿紫苔封，簇绕屏山翠几重。 鸟识磬声仍下食，云移潭影恰闻钟。 龙华地变黄金界，鹫岭南归白社宗。 我爱远公栖遁好，再来挥麈抚长松。 |

清朝文人黄征有《虎爬泉》：
|  | 几幅袈裟地，禅林托钵初。 传闻泉竭绝，曾费虎爬梳。 鸿雪犹留印，龙云宛辟畲。 名山总神异，不必道凭虚。 |

## 相册
- 天王殿。
- 大雄宝殿。
- 观音殿。
- 放生池。
- 鼓楼。
- 钟楼。